# Черномаз, Ричард
Ричард М. Черномаз (англ. Richard M. Chernomaz; род. 1 сентября 1963, Селкирк, Манитоба) — канадский хоккеист и тренер. 

## Игровая карьера

### Молодёжная карьера
Впервые на лёд Ричард Черномаз вышел в 1979 году за команду «Саскатун Джи'с», выступавшую в Юниорской хоккейной лиге канадской провинции Саскачеван. В сезоне сыграл 51 матч, забросил 33 шайбы и отдал 37 голевых передач. Заработал 75 штрафных минут.
Параллельно выступал за саскатунскую команду «Блейдз» в Западной хоккейной лиге, в 25 матчах забрасывал шайбу в ворота соперника 9 раз и 10 раз отметился голевой передачей. В следующем году Ричард перебрался в другой клуб той же лиги, «Виктория Кугарз». В сезоне 1980/81 игрок провёл 72 матча в регулярном первенстве, забросил 49 шайб и отдал 64 голевых паса, что в сумме составило 113 очков. В плей-офф Черномаз записал на свой счёт ещё 26 очков в 15 матчах, а его команда, переиграв в финале «Калгари Рэнглерс», стала обладателем Президентского кубка. Как победитель Западной хоккейной лиги команда приняла участие в Мемориальном кубке 1981 года, соревновании, проводимом между победителям трёх главных лиг Канадской хоккейной лиги. Ричард Черномаз сыграл на том турнире 4 матча и один раз сделал голевую передачу на товарища по команде, забросившего шайбу в ворота соперника. Во время драфта Национальной хоккейной лиги 1981 года права за Ричардом были закреплены командой «Колорадо Рокиз».
В следующем сезоне Ричард Черномаз вновь выступал за «Кугарз», в регулярном сезоне 1981/82 сыграл 49 матчей, забросил 36 шайб и 62 раза ассистировал партнёрам по команде при взятии ворот соперника. В плей-офф добавил в свой актив ещё один гол и две голевые передачи в четырёх матчах. Часть сезона пропустил из-за хронических болей в плечевом суставе. Следующий сезон, 1982/83, стал самым успешным в карьере игрока в Западной хоккейной лиге, даже несмотря на травму колена, перенесённую в январе 1983 года. В 64 играх Ричард отличился 71 раз, и ещё 53 раза его передача стала предтечей заброшенной шайбы в ворота соперников «Виктории», а в сумме количество набранных очков нападающим стало 124. В плей-офф в 12 матчах забил 10 голов и отдал 5 голевых передач. По итогам сезона Черномаз вошёл в первую сборную всех звёзд лиги.

### Профессиональная карьера
Дебют Ричарда Черномаза в Национальной хоккейной лиге состоялся 11 ноября 1981 года. Игрок защищал цвета команды, закрепившей права на него на драфте, «Колорадо Рокиз», под игровым номером 11 в матче против клуба «Монреаль Канадиенс». Всего в этом сезоне провёл два матча. 30 июня 1982 года клуб «Колорадо» переехал из Денвера в Нью-Джерси, и стал называться «Нью-Джерси Дэвилз»; соответственно, права на игрока перешли к вновь созданному клубу. После одного сезона, проведённого в Западной лиге за «Кугарз», Ричард Черномаз вновь сыграл в главной лиге Северной Америки. Цвета «дьяволов» хоккеист защищал с 1983 по 1987 год, выступая под номером 14. Также параллельно выступал в американской хоккейной лиге за «Мэн Мэринерз».
В сезоне 1983/84 в НХЛ сыграл 7 матчей, дважды забивал гол в ворота соперников и отдал одну голевую передачу. В американской лиге в регулярном сезоне сыграл 69 игр, забросил 17 шайб и отдал 29 голевых пасов. В плей-офф лиги игрок провёл 2 матча и отметился голевой передачей, а его команда «Мэринерз» по итогам сезона стала обладателем Кубка Колдера.
В сезоне 1984/85 за «Дэвилз» провёл 3 игры, дважды отличился голевой передачей. 27 ноября в матче против «Миннесоты» вывихнул левое колено, в результате чего пропустил часть сезона. Трамва потребовала проведения артроскопической операции. В АХЛ Ричард сыграл 64 матча, забросив 17 шайб и отдав 34 голевые передачи, в плей-офф провёл еще 10 игр, по два раза отметившись заброшенной шайбой и отданной голевой передачей.
В следующем сезоне, 1985/86, выступал за «Мэринерз». В регулярном чемпионате второй лиги Североамериканского континента Черномаз в 78 матчах забросил 21 шайбу и отдал 28 голевых пасов. В плей-офф провёл ещё 5 игр, очков за результативность не набрал.
Сезон 1986/87 ознаменовался возвращением Ричарда в Национальную хоккейную лигу. За «Нью-Джерси» нападающий провёл 25 матчей, забросив 6 шайб и отдав 4 голевые передачи. В АХЛ за мэнскую команду сыграл 58 матчей регулярного сезона, отметившись 35 шайбами и 27 голевыми передачами, а в плей-офф кубка Колдера «Мэринерз» не попали. По окончании сезона «дьяволы» не стали продлевать контракт с игроком, и в качестве свободного агента 4 августа 1987 года Ричард Черномаз перешёл в «Калгари Флэймз».
Игроком «Калгари» Ричард Черномаз являлся с 1987 по 1993 год. Большую часть из этого времени игрок выступал за «Солт-Лэйк Голден Иглз» в Интернациональной хоккейной лиге.
В Национальной лиге за «Флэймз» в сезоне 1987/88 сыграл 2 матча, забросил 1 шайбу. В сезоне 1988/89 также сыграл 1 матч. «Калгари» по итогам того сезона стал обладателем кубка Стэнли, однако, поскольку Ричард не сыграл ни одного матча в плей-офф НХЛ, его имя не было выгравировано на кубке. Следующие два сезона в НХЛ нападающий не играл, вернулся в главную лигу Северной Америки в сезоне 1991/92, провёл 11 матчей регулярного сезона, очков за результативность не набрал. Более в НХЛ Ричард Черномаз не выступал.
В Интернациональной хоккейной лиге в составе «Солт-Лэйк Голден Иглз» Черномаз отыграл 5 сезонов, с 1987 по 1993 год. Всего в регулярных чемпионатах провёл 443 матча, забросил 205 шайб и отдал 296 голевых передач. В плей-офф ИХЛ в 52 встречах записал на свой счёт 21 заброшенную шайбу и 28 отданных голевых передач. В сезоне 1987/88 игрок стал обладателем главного трофея лиги, кубка Тёрнера. В Солт-Лейк-Сити он также играл в инлайн-хоккей за клуб «Юта Роллербис» (в 1994 году — «Лас-Вегас Флэш») в лиге RHI.
3 августа 1993 года игрок в качестве свободного агента подписал контракт с командой «Торонто Мейпл Лифс». Выступал за фарм-клуб команды, «Сент-Джонс Мейпл Лифс» в Американской хоккейной лиге, в которой отыграл два сезона. В регулярном чемпионате сезона 1993/94 Ричард сыграл 78 матчей, где забросил 45 шайб и отдал 65 голевых передач, а в серии плей-офф в 11 встречах забросил ещё 5 шайб и отдал 11 голевых пасов. В сезоне 1994/95 в регулярном первенстве в 77 играх 24 раза поразил ворота соперников и 45 раз отметился голевым пасом, а в плей-офф в 5 встречах по разу отметился голом и голевой передачей.
В 1995 году Ричард Черномаз подписал контракт с немецкой командой «Швеннингер Уайлд Уингз» из города Филлинген-Швеннинген. Провёл четыре сезона в немецкой высшей лиге. В регулярном первенстве в 184 матчах забросил 71 шайбу и отдал 152 голевые передачи. В плей-офф сыграл 9 игр, забросил 1 шайбу и отметился 7 голевыми передачами. Также сыграл 7 матчей в турнире за выживание в сезоне 1996/97, 6 раз ассистировал партнёрам при взятии ворот соперника. Помимо этого, в 1996 году Ричард провёл 1 матч в плей-офф второй лиги Швейцарии за «Тургау», а в 1999 году 1 матч в плей-офф высшей лиги этой страны за команду «Берн». Закончил профессиональную карьеру игрока в 1999 году.

### Карьера в национальной сборной
В 1995 году Ричард Черномаз в первый и единственный раз в своей карьере был вызван в национальную сборную Канады на чемпионат мира по хоккею с шайбой. На первенстве планеты игрок отыграл 8 матчей, записал 3 голевых паса на свой счёт. Сборная Канады по итогам турнира завоевала бронзовые медали. В 1997 году играл за команду Канады на Кубке Германии.

## Тренерская карьера
Первый опыт на тренерском поприще Ричард Черномаз получил в 1993 году, являясь не только игроком, но и помощником главного тренера хоккейного клуба «Сент-Джонс Мейпл Лифс». В 1999 году Ричард начал профессиональную карьеру, возглавив «Швеннингер Уайлд Уингз». Руководил командой два сезона. В сезоне 1999/00 его команда заняла 11 место, а в сезоне 2000/01 — 12 место регулярного чемпионата. В плей-офф не участвовала.
В сезоне 2001/02 Черномаз был приглашён в кёльнскую команду «Кёльнер Хайе» как ассистент главного тренера команды Лэнса Нетери, однако вскоре тот был уволен, и Ричард возглавил клуб как главный тренер. Под его руководством команде удалось занять 6-е место и попасть в заветную восьмёрку команд, вышедших в плей-офф немецкой лиги. А в серии плей-офф «Кёльнер Хайе», ведомый Черномазом, сотворил настоящую сенсацию, дойдя до финального раунда и переиграв в нём со счётом в серии 3—2 действующего чемпиона страны «Адлер Мангейм». Таким образом, в сезоне 2001/02 Ричард Черномаз завоевал первый титул в своей карьере хоккейного тренера.
Однако, несмотря на завоёванный титул, Черномазу пришлось покинуть клуб — ещё по ходу прошлого сезона у клуба была договорённость с тренером сборной Германии Гансом Заком о его назначении главным тренером клуба с сезона 2002/03.
19 ноября 2002 года Рич Черномаз возглавил хоккейный клуб «Аугсбургер Пантер», сменив на посту главного тренера Даниэля Нода. По итогам сезона его команда заняла 11-е место в немецкой и лиге и не попала в плей-офф, а Черномаз покинул клуб. В 2003 году Черномаз был назначен главным тренером ещё одной немецкой команды, «Франкфурт Лайонс», которую возглавлял на протяжении 7 сезонов до 2010 года. В первом же сезоне завоевал первое для команды чемпионство страны в истории и второе в своей собственной карьере.
В 2010 году Франкфурт был вынужден покинуть высшую лигу Германии из-за финансовых затруднений. Ричард Черномаз покинул пост главного тренера клуба. В следующем сезоне Черномаз вновь стоял на мостике команды немецкой лиги — на этот раз специалист возглавил «Ингольштадт», по ходу сезона 2010/11 сменив на этом посту Грега Томсона. Командой руководил в течение трёх сезонов, был уволен с поста главного тренера в декабре 2012 года.
Спустя пять недель после увольнения из «Ингольштадта» Черномаз принял предложение возглавить хоккейную сборную Венгрии, которая на тот момент выступала в первом дивизионе чемпионата мира, а также и молодёжную сборную.

## Семья
Сестра, Кэрри Черномаз (Патрик) — волейболистка, чемпионка Канады, выступала за Виннипегский университет и сборную Канады.